# Glycyphana horsfieldi
Glycyphana horsfieldi är en skalbaggsart som beskrevs av Hope 1831. Glycyphana horsfieldi ingår i släktet Glycyphana och familjen Cetoniidae.

## Underarter
Arten delas in i följande underarter:
- G. h. chinensis
- G. h. biargentata
- G. h. sylhetica
- G. h. aurulenta